# Christian Lapie
Pour les articles homonymes, voir Lapie.
Christian Lapie, né en 1955, est un sculpteur français, installé à Val-de-Vesle dans le département de la Marne.

## Biographie
Christian  Lapie fut élève à l’École des Beaux-Arts de Reims de 1972 à 1977. Il poursuivit ses études à l’École nationale supérieure des beaux-arts de Paris de 1977 à 1979. Il se consacra tout d'abord à la peinture et réalisa des œuvres à partir de bâches montées sur châssis à l'aide de craie, oxydes et cendre. Il réalisa des bas-reliefs à partir de tôles, ciment et bois calciné comme dans deux de ses œuvres : War and Peace (1992) pour le FRAC de la région Champagne-Ardenne et War Game (1995).  
Après un séjour dans la forêt amazonienne, il se consacre à la réalisation de sculptures monumentales, des figures de bois brut et calciné : Fort 61, parc de sculptures  d’Echigo Tsumari au Japon, The Crow’s Nest au Canada. Il réalisa d'autres œuvres pour la Fondation Salomon au Château d'Alex, le musée des beaux-arts de Reims, l'abbaye Saint-Jean d'Orbestier, le château d’Arsac, le Pupitre  des  étoiles au parc de Sceaux (œuvre en fonte), In Path of the Sun and the Moon à Jaipur en Inde (œuvre en pierre), Constellation de la Douleur en 2007 pour le Chemin des Dames, sur la Place Stalingrad à Reims et devant la Gare de Champagne-Ardenne TGV. Il présente 10 installations depuis 2014 aux Château de Vullierens en Suisse. Son œuvre à Ngaoundéré au Cameroun, Djaoulérou 1 à 5 a été détruite.

## Œuvre par région (anciennes régions)

### Champagne-Ardenne
- 2018 : Fismes mémorial 18 (Fismes (51)) [4]
- 2011 : Dans l'intervalle (Place Alfred Nobel et parvis de la Gare TGV Champagne-Ardenne Parvis de Bezannes (51)) [5]
- 2010 : Dans l'intervalle (Place de Stalingrad à Reims (51)) [6]
- 2010 : Axe (Reims (51))
- 2009 : A l'ombre des étoiles (Mouzon (08))
- 2009 : La constellation des messagers (Reims (51))

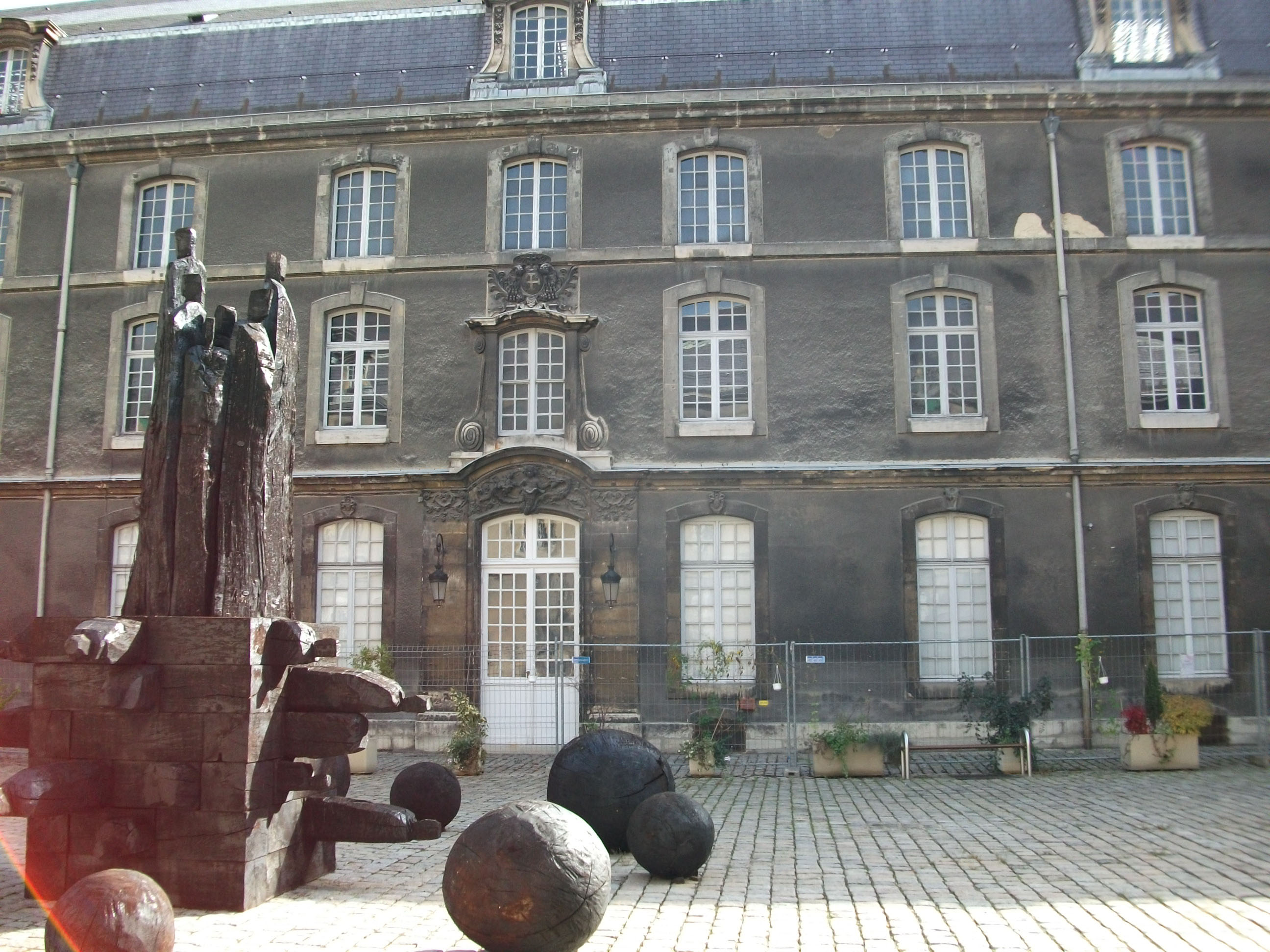
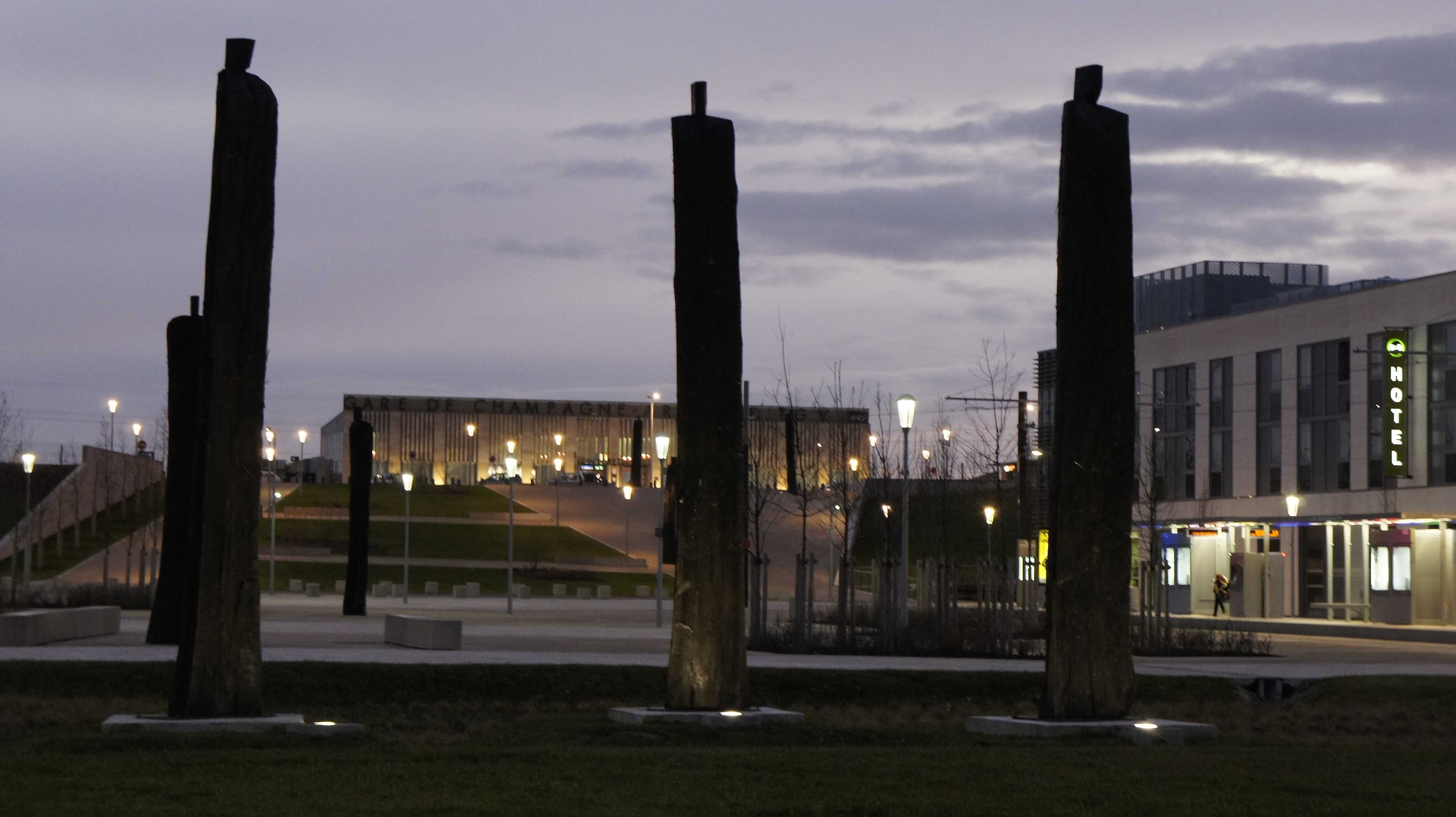
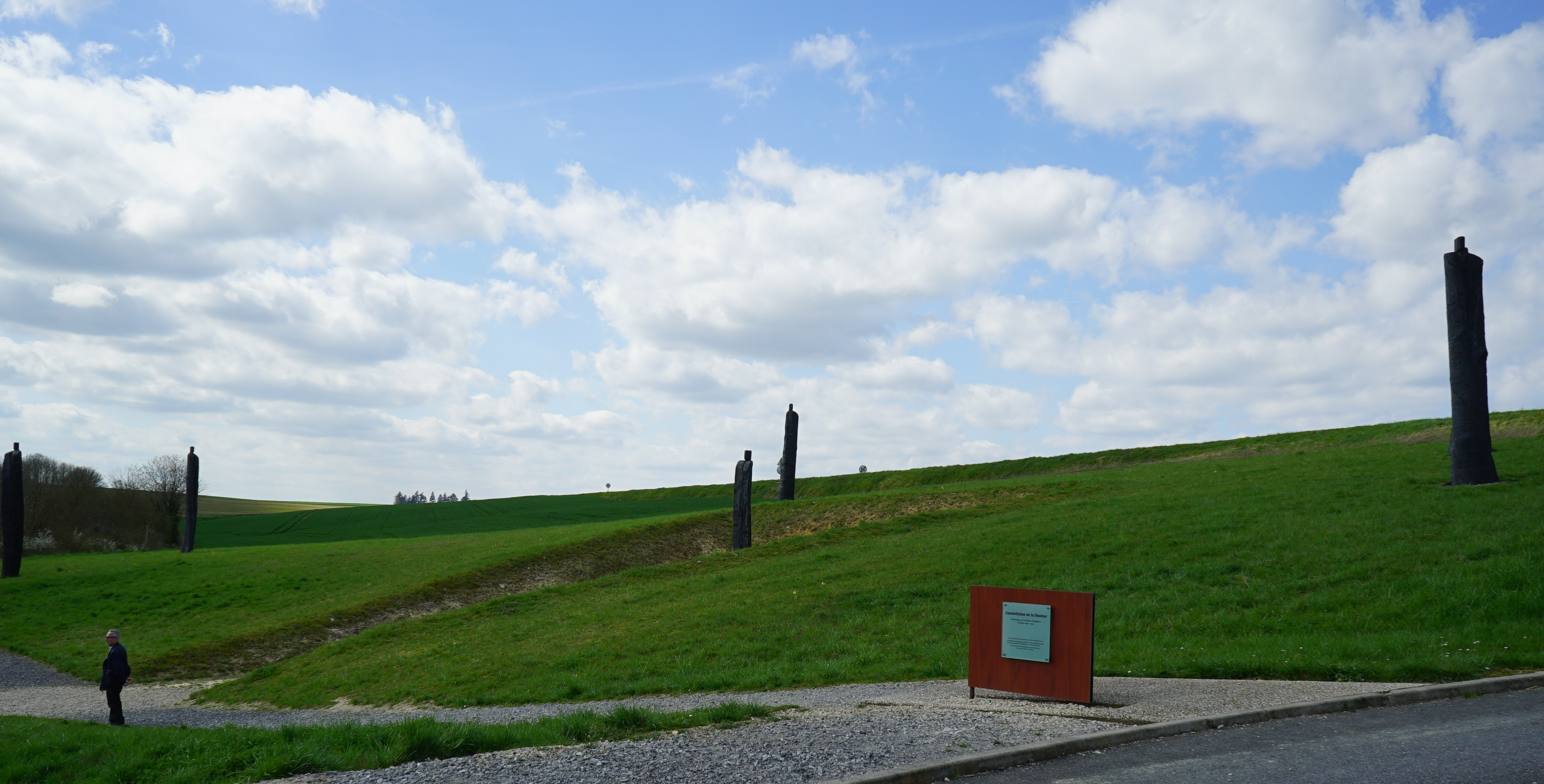
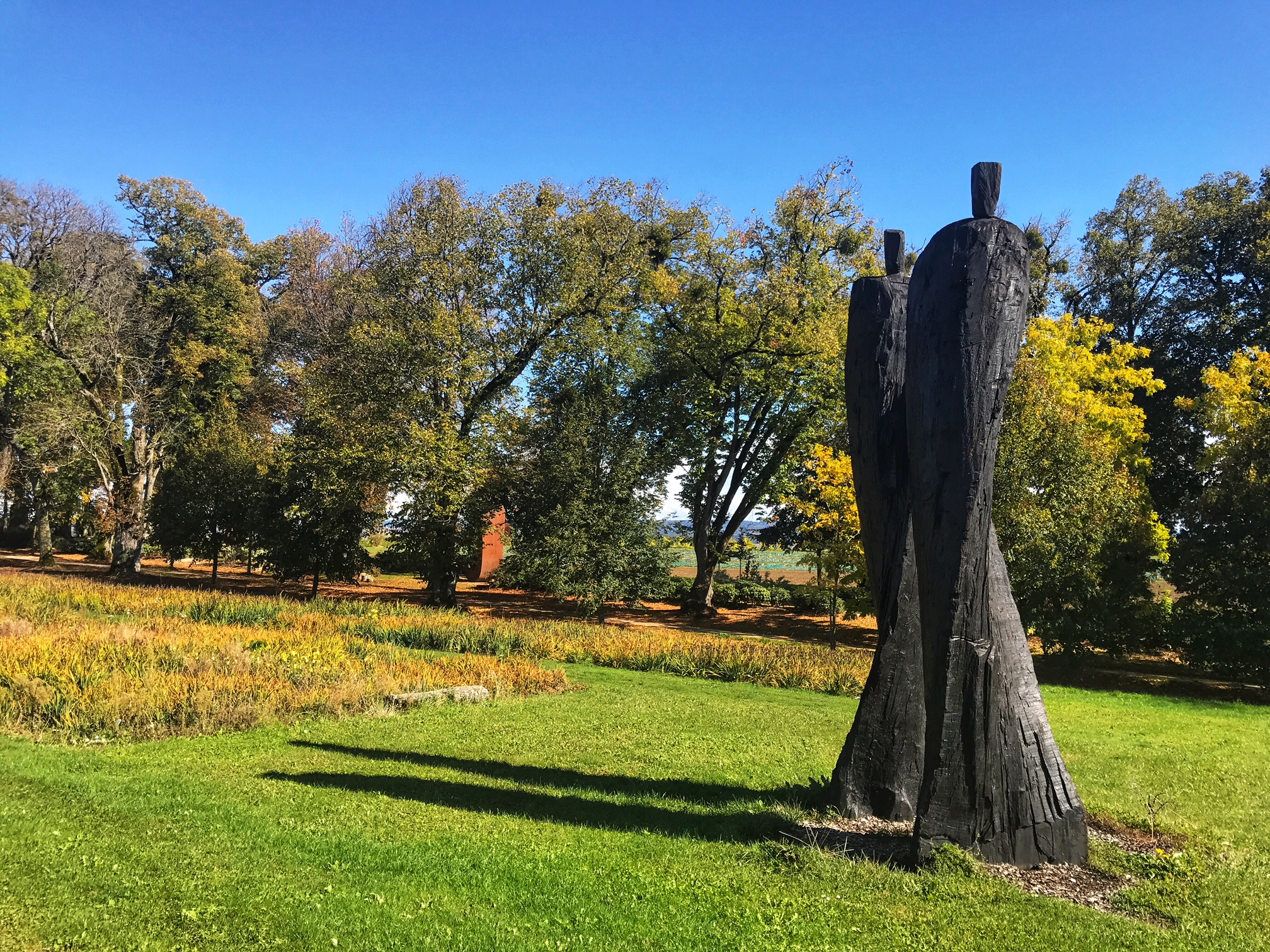

### Île-de-France
- Les heures tombent (2015), Parc Caillebotte, Yerres (91), œuvre présentée dans le cadre de la 4e Biennale de la Sculpture d'Yerres et finalement installée de manière pérenne[7]

## Expositions
- 4 + 4 - Quatre commissaires, quatre artistes : Bénédicte Alliot/Daniel Horowitz, Chantal Colleu-Dumond/Christian Lapie, Robert Fleck/Monika Kus-Picco, Olivier Kaeppelin/Louise Tilleke, Galerie RX, Paris, janvier-février 2019.
- Jumièges à ciel ouvert - Jean-Luc Bichaud, Shigeko Hirakawa, Christian Lapie, Will Menter, Nils-Udo, abbaye de Jumièges, avril-octobre 2019.

### Filmographie
- Christian Lapie, Des jours et les lunes, documentaire de 26 minutes autour de l’œuvre "in the path of the sun and the moon" à Jaipur, réalisé par Rémi Duhamel, produit par MC4, diffusé sur France 3 Champagne Ardenne, 2006 [8]
- Journal de la Création, La Cinquième, série de reportages documentaires, réalisés par Rémi Duhamel, journaliste Philippe Piguet.